# ヴィットーリオ・ムッソリーニ

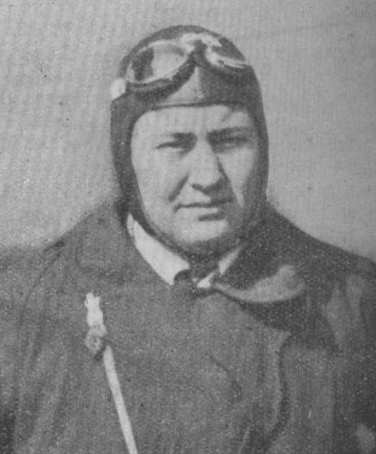
ヴィットーリオ・ムッソリーニ

ヴィットーリオ・ムッソリーニ（Vittorio Mussolini、1916年9月21日、ミラノ - 1997年6月12日、ローマ）は、ベニート・ムッソリーニとラケーレ・グイーディとの間に生まれた二人目の子供。

## 来歴・人物
エチオピア戦争では"Testa di leone"としても知られる、第14飛行隊の"Quia sum leo"に弟のブルーノと共に配属された。
1941年には飛行機事故で死亡した弟を継いでイタリアボクシング協会の会長に就任した。
1937年10月20日、ヴィットーリオ・ムッソリーニは、映画産業での提携先を探すためにアメリカ合衆国のハリウッドに行った。ところが、ハリウッドの大手は彼の思惑とは違い、彼を敵対心を持って迎え、メトロ・ゴールドウィン・メイヤーさえも面会を断ってきた。その頃父ベニートがナチス・ドイツと反ユダヤ主義者とともに、フランシスコ・フランコのスペインを援護するための「ローマ＝ベルリン枢軸」（10月24日調印、枢軸国の項参照）を設立しようとしていたためだった。
1940年代は「ティート・シルヴィオ・ムルシーノ」(Tito Silvio Mursino) の名前で国策映画の脚本家をしていた。
晩年は、妻と一緒にフォルリの「ヴィッラ・カルペーナ」という別荘で過ごした。彼はコマンダンテ（司令官）と呼ばれていた。
1997年6月12日、ローマで死去。80歳没。彼の死後「ヴィッラ・カルペーナ」はムッソリーニ家外の管理下におかれた。

## フィルモグラフィ
プロデューサー
- シピオネ Scipione l'africano　1937年　製作総指揮（ノンクレジット）　監督・原案・脚本カルミネ・ガローネ、共同原案・共同脚本カミーロ・マリアニ・デラングラーラ、セバスティアーノ・A・ルチアーニ、共同脚本シルヴィオ・マウラノ　※第5回ヴェネツィア国際映画祭最優秀イタリア映画賞受賞
- 空征かば Luciano Serra pilota 1938年　製作総指揮　監督・原案・脚本ゴッフレード・アレッサンドリーニ、共同原案・共同脚本フランチェスコ・マソエーロ、翻案フルヴィオ・パルミエーリ、イーヴォ・ペリッリ、共同脚本ロベルト・ロッセリーニ、チェーザレ・ジュリオ・ヴィオラ、主演アメディオ・ナザーリ　※第6回ヴェネツィア国際映画祭ムッソリーニ杯受賞

脚本（ティート・シルヴィオ・ムルシーノ名義）
- I Cavalieri del deserto　1942年　翻案・脚本　監督ジーノ・タラーモ、共同監督・出演オザヴァルド・ヴァレンティ、原作エミリオ・サルガーリ、共同翻案・共同脚本フェデリコ・フェリーニ、音楽レンツォ・ロッセリーニ、製作会社A.C.I.
- ギリシャからの帰還 Un Pilota ritorna　1942年　原案　監督・脚本ロベルト・ロッセリーニ、共同脚本ミケランジェロ・アントニオーニ、ロザリオ・レオーネ、マルゲリータ・マリオーネ、マッシモ・ミダ・プッチーニ、台詞ウーゴ・ベッティ、ゲラルド・ジラルディ、主演マッシモ・ジロッティ、製作会社A.C.I.
- I Tre aquilotti　1942年　原案　監督・脚本マリオ・マットリ、共同脚本アレッサンドロ・デ・ステファニ、製作会社A.C.I.
- Luisa Sanfelice　1942年　原案　監督・脚本レオ・メナルディ、共同原案フランコ・リガンティ、共同脚本ルイジ・キアレッリ、ゲラルド・ジラルディ、製作会社A.C.I.